# Nørrebro
 For alternative betydninger, se Nørrebro (flertydig). (Se også artikler, som begynder med Nørrebro)
Nørrebro er en bydel i København. Bydelen, der er et af Københavns brokvarterer, er med sine 79.951 (pr. 1. januar 2017)  indbyggere fordelt på 4,1 km² ikke blot den mest folkerige bydel i hovedstaden, men også den mest befolkningstætte; her bor 19.500 personer pr. km2. Nørrebro afgrænses mod sydøst af Søerne mod Indre By, mod nordvest af Ringbanen mod Bispebjerg, mod sydvest af Åboulevarden mod Frederiksberg og mod nordøst af Lersø Parkallé, Tagensvej og Nørre Allé mod Østerbro. Bydelen ligger i Københavns Kommune.
Nørrebro, som den kendes i dag, begyndte først at tage form, da Københavns volde blev nedlagt i 1850'erne. Siden udviklede bydelen sig til et typisk arbejderkvarter med tæt karrébebyggelse og spredt industri. I dag har Nørrebro et kosmopolitisk og multikulturelt tilsnit, idet en betydelig del af indbyggerne er studerende, kunstnere eller har en anden etnisk baggrund end dansk. I det 21. århundrede har flere dele af Nørrebro fået et varieret kulturliv med mange caféer, tøjbutikker og restauranter, der ligger side om side med shawarmabarer og halalslagtere. Denne udvikling står dog i kontrast til andre dele af bydelen, der stadig kæmper med sociale problemer og lav erhvervsfrekvens. Området Mjølnerparken udgør således et af Københavns Kommunes tre særligt udsatte almene boligområder, normalt kaldt ghettoer, på den officielle danske ghettoliste.

## Geografi
Bydelen opdeles traditionelt i Indre Nørrebro og Ydre Nørrebro, selvom den administrative opdeling ophørte i 2007. Indre Nørrebro har ca. 30.000 indbyggere og ligger – som navnet antyder – nærmest Indre By. Indre Nørrebro er geografisk afgrænset af Søerne, Åboulevarden, Tagensvej og Nørre Allé. Jagtvej udgør grænsen mod Ydre Nørrebro.

### Indre Nørrebro
Indre Nørrebro gennemskæres på langs af Nørrebrogade. På den sydvestlige side af Nørrebrogade ligger området omkring Blågårds Plads og Assistens Kirkegård. Efter bulldozersaneringen i 1970'erne erstattedes den gamle nedslidte bebyggelse med nyt elementbyggeri med almennyttige boliger. Saneringen ændrede også afgørende på demografien i området omkring Blågårds Plads, der nu består af mange lejeboliger og huser mange indvandrere. I kontrast til dette er kvarteret på den anden side af Nørrebrogade omkring Sankt Hans Torv, Panum Instituttet og De Gamles By præget af mange ejer- og andelsboliger.

### Ydre Nørrebro
Ydre Nørrebro har omtrent 40.000 indbyggere og er afgrænset af Ågade, Ringbanen, Lersø Parkallé og Jagtvej.
Ydre Nørrebro er ligeledes opdelt af Nørrebrogade. Sydvest for Nørrebrogade ligger blandt andet Nørrebroparken og kvarteret omkring Stefansgade, Jægersborggade og Husumgade, der er et af Nørrebros ældste beboelseskvarterer. Nordøst for Nørrebrogade ligger Mimersgadekvarteret og Haraldsgadekvarteret, der tilsammen udgør Det mytologiske kvarter. Tidligere var Ydre Nørrebro præget af karrébygninger, fabrikker og småindustri, eksempelvis køleskabsfabrikken Atlas. I dag er de fleste af de gamle industrivirksomheder nedlagt eller flyttet.

## Historie

### Før industrialiseringen
Det område, hvor Nørrebro ligger i dag, hørte i middelalderen til landsbyen Serridslev. Det er uklart, hvor landsbyen præcist var placeret, men det er sandsynligt, at den lå lige nord for krydset mellem Rådmandsgade og Tagensvej . Serridslev forsvandt da Johan Rantzaus hær slog sig ned i byen omkring år 1527. Herefter blev området underlagt Københavns Fælled, hvor byens kreaturer var på græs.
I 1600-tallet opstod spredt bebyggelse på Serridslev mark, herunder et teglværk og et antal vindmøller. Langt op i 1700-tallet havde Nørrebro dog stadig en udpræget landlig stemning .
Nørrebro var oprindelig navnet på den brolagte landevej – nu kendt som Nørrebrogade – der førte mod nordvest fra byens Nørreport. De færreste landeveje var dengang brolagte, men den intense trafik til hovedstaden gjorde brolægning nødvendig. I 1744 påbegyndte man arbejdet på Nørre Allé, mens Blegdamsvej – hvor byens blegemænd holdt til – blev anlagt i 1770'erne. Begge veje udgik fra det gamle kvægtorv ved Fælledvej, i dag kendt som Sankt Hans Torv.
Bebyggelsen spredte sig langsomt langs de nyanlagte veje. Nørrebro var på dette tidspunkt et populært udflugtsmål for borgerskabet og der opstod flere udskænknings- og forlystelsessteder. Derudover lå der lidt industri, håndværk og gartnerier, samt en række landsteder i området med navnene Blågården, Solitude og Store Ravnsborg. Blågården, der senere lagde navn til Blågårds Plads og Blågårdsgade, var en overgang kongens landejendom.
De mennesker, der boede på Nørrebro, ernærede sig hovedsagelig som håndværkere, arbejdere, gartnere, møllere og øltappere. Gartnerierne var blandt andet kendt for deres rabarber, som senere gav området det folkelige navn "Rabarberkvarteret". Der var kun få butikker på Nørrebro på daværende tidspunkt; en urtekræmmer, en bager, et mælkeudsalg og nogle spækhøkere. Havde man brug for andet, måtte man drage ind mod byen. Det samme gjaldt for de af områdets børn, der skulle i skole .
I slutningen af 1700-tallet ændredes Nørrebro gradvist, efterhånden som tolerancen overfor bebyggelse uden for voldene blev større. Folk fra borgerskabet og embedsstanden valgte da at forlade de trange omgivelser i København for at nyde de landlige omgivelser på Nørrebro.

### Industrialisering (1850-1940)
Den såkaldte demarkationslinje, som indtil da havde forhindret større nybyggeri på Nørrebro, blev på grund af overbefolkning indenfor voldene flyttet i 1852. Derefter gik et større byggeboom i gang. En mængde industri flyttede til bydelen, og bebyggelsen bredte sig i løbet af 1870'erne til Kapelvej og Rantzausgade. I 1880'erne og 1890'erne passerede den Jagtvej med anlæggelsen af Jægersborggade, Husumgade og andre sidegader overfor Assistens Kirkegård. Befolkningstallet eksploderede i samme periode fra 10.000 i 1857 til 52.000 i 1880 og 105.000 i 1901.
Fra 1880'erne blev bebyggelsen høj og sammenhængende, som vi kender det i dag. Nørrebro gik dermed fra at være en bredt sammensat bydel til at blive et udpræget arbejderkvarter med små lejligheder. Især var byggeriet på Indre Nørrebro præget af usle lejekaserner for den voksende arbejderklasse. Boligspekulanterne udnyttede den sparsomme plads intensivt uden hensyntagen til beboelsens kvalitet eller hygiejne. Området omkring Blågårds Plads var især plaget af fattigdom og slum. På den grund, der er opkaldt efter Blågård Slot, blev der i 1827 etableret et jernstøberi, der senere voksede kraftigt under ledelse af fabrikanten Anker Heegaard. Beboerne i området var imidlertid ikke begejstrede, idet støberiet forurenede betragteligt, hvilket var medvirkende til at give kvarteret det lidet flatterende tilnavn "Den sorte firkant". I 1898 lykkedes det Københavns Kommune at købe pladsen tilbage med det formål at omdanne det til et rekreativt område.
På Ydre Nørrebro vekslede bebyggelsen mere mellem karrébygningerne, fabrikker og småindustri. Eksempelvis kan nævnes industrivirksomheden Titan A/S stiftet i 1897. Firmaet, der var en stor spiller inden for det jernindustrielle og elektrotekniske felt, dækkede et enormt areal mellem Tagensvej, Hermodsgade, Titangade, Sigurdsgade og Rådmandsgade.
I 1867 blev bydelen forbundet med Indre By, idet man anlagde en sporvognsstrækning fra Nørrebrogade til Kongens Nytorv. Sporvognsremisen blev anlagt på Lygtevej (Nørrebrogade) ved Bragesgade, og den blev ombygget i 1896 til de røde murstensbygninger, der i dag rummer Nørrebrohallen. Nørrebro Station blev grundlagt i 1886 i Stefansgade med henblik på godstransport. I 1920'erne flyttede stationen til sin nuværende placering, der var blevet ledig efter nedrivningen af den populære Lygtekro i 1904.

#### Sporvogne
I 1867 blev der anlagt en sporvognlinje fra Lygtevej (Nørrebrogade) til Kongens Nytorv ad Gothersgade. Sporvognsremisen blev placeret på Lygtevej ved Bragesgade. Den ældste nuværende del af bygningerne er fra 1896 og opført af arkitekten Thorvald Sørensen som en toetages værkstedsbygning og vognhal. Hallen er udvidet ad flere omgange, blandt andet i 1900-1902 af arkitekt Vilhelm Friederichsen.
Linjen blev oprindelig betjent af hestesporvogne, der i 1897 blev afløst af akkumulatorvogne. Der var dog tekniske problemer med dette system, og i 1902 gik man derfor over til elektriske sporvogne med luftledninger som i resten af byen. Samme år fik linjen nummer 7. Én linje var dog ikke nok til at betjene bydelen, så i 1903 blev den suppleret med linje 5 og i 1920 med linje 16. De tre linjer omstilledes som de sidste i København til busdrift i 1970 (16), 1971 (7) og 1972 (5).

### Besættelsen (1940-1945)
Under 2. verdenskrig var Nørrebro et centrum for mange af modstandsbevægelsens aktioner, herunder adskillige skudepisoder og likvideringer. Modstandsbevægelsen lavede også sabotage mod de lokale virksomheder, der producerede for besættelsesmagten, enten frivilligt eller under tvang. Eksempelvis blev Johansens Maskinfabrik i Elmegade bombet i 1945. Maskinfabrikken, der bestod af en ca. 50 meter lang træbygning, brændte ned til grunden.
Som arbejderkvarter husede bydelen mange kommunister, hvis politiske aktivitet blev forbudt i 1941 efter Nazitysklands invasion af Sovjetunion. Samtidig blev Danmarks Kommunistiske Partis hovedkontor i Griffenfeldsgade raseret, adskillige medlemmer blev anholdt, og man forbød udgivelsen af Arbejderbladet. Partiet fortsatte derefter som en illegal organisation, og fra november 1941 udgav man det illegale modstandsblad Land og Folk.
Optøjer på Nørrebro og Vesterbro var i 1944 med til at starte den landsdækkende Folkestrejke. I løbet af et par dage udviklede en gå-tidligt-hjem-aktion på blandt andet Burmeister & Wain sig til en generalstrejke, og den tyske besættelsesmagt svarede straks igen med udgangsforbud, terror mod befolkningen og ved at lukke for al forsyning af gas, vand og el til bydelen. Optøjerne på Nørrebro kostede flere dræbte og sårede.

### Efterkrigstid, sanering og uroligheder (1945-2000)
Op gennem 1900-tallet skete der generelt en forbedring af boligstandarden i København, men på Nørrebro var det ikke tilfældet. I 1960'erne fandtes halvdelen af korridorlejlighederne i København således på Nørrebro. I begyndelsen af 1970'erne besluttede Borgerrepræsentationen med overborgmester Egon Weidekamp i spidsen derfor at påbegynde en omfattende sanering af specielt Indre Nørrebro. Nørrebros borgere synes imidlertid ikke om de drastiske planer om at rive hele kvarterer ned for at skabe mere lys og luft, og der opstod en række beboerorganiseringer (Nørrebros Beboeraktion, Nørrebros Pensionistgruppe, Firkantens Boldklub m.fl.), der arbejdede for en planlagt og mere skånsom byfornyelse, der kunne blive til gavn for de eksisterende beboere. Der blev gennemført hus- og lejlighedsbesættelser og fortrinsvis fredelige aktioner, demonstrationer og happenings mod boligspekulanter, for genhusning, trafiksanering, idrætsfaciliteter, medborgerhuse med mere. I nogle få tilfælde kom det til gadekampe med politiet. De voldsomste uroligheder opstod, da Byggeren (Firkantens Byggelegeplads) blev revet ned. Det skete under politibeskyttelse i 1980, efter syv års kamp. København var vidne til den første store folkelige mobilisering siden 2. verdenskrig med op mod 10-15.000 deltagere i gadekampe mod politiet. Nedrivningen endte i masseanholdelser – omkring 100 blev anholdt den første dag – og med at politiet erklærede bydelen i undtagelsestilstand.

Men saneringen af Nørrebro blev gennemført, og det Indre Nørrebro fik et helt nyt udseende – der blev bygget nye boligkarréer, lejlighederne blev gjort større, og der blev anlagt grønne anlæg i gårdene. Det betød også, at befolkningen atter blev udskiftet, således at Nørrebro den dag i dag atter er et sammensat kvarter. I 1960'erne og 1970'erne slog en del gæstearbejdere sig ned på Nørrebro, og i dag har bydelen derfor en stor andel beboere med anden etnisk baggrund. Det sætter et betydeligt præg på bybilledet. Nørrebrogade og mange af de nærliggende gader rummer således en mængde selvstændige erhvervsdrivende med indvandrerbaggrund, der driver eksempelvis specialforretninger, pizzeriaer, restauranter, frisører, kiosker, slagtere og cykelhandler. 
I efterkrigstiden blev Nørrebro også hjemsted for en række forskellige subkulturer, der kulturelt og/eller politisk lagde afstand til den dominerende samfundsorden. De mest fremtrædende har været slumstormerne og Nørrebros Beboeraktion i 1970'erne, bz-bevægelsen i 1980'erne, de autonome og miljøet omkring Ungdomshuset i 1990'erne. Subkulturernes kulturelle mangfoldighed forbindes ofte med noget positivt, men sameksistensen med det omgivende samfund har ikke altid været gnidningsfrit. Således har de forskellige grupper været involveret i optøjer af forskellig art, som ofte har fået meget plads i avisspalterne. I løbet af 1980'erne opstod der flere gadekampe og besættelse af flere tomme huse, blandt andet Allotria i Korsgade, der blev omdannet til BZ'er-kollektiver. I 1983 blev Allotria-huset stormet i en aktion, hvor op mod 1.000 politibetjente deltog. Imidlertid havde BZ'erne forladt huset gennem en 13 meter lang tunnel fra kælderen til en nærliggende blikkenslagerforretning.
I kølvandet på 1980'ernes aktioner fandt de hidtil voldsomste uroligheder i efterkrigstiden sted på Nørrebro efter det danske ja til Maastricht-traktaten 18. maj 1993. En demonstration udviklede sig voldsomt. Demonstranterne kastede med brosten mod politiet, der svarede igen med at affyre deres tjenestevåben.
Ungdomshuset blev grundlagt i 1982, da Weidekamp gav de unge aktivister brugsretten til Folkets Hus på Jagtvej 69. Indtil nedrivningen i 2007 var stedet kendt som tilholdssted og undergrundsscene for forskellige grupper unge, der ønskede en alternativ og antiautoritær bolig- og livsform. I dagligdagen afspejler subkulturernes kulturelle mangfoldighed sig i et utal at kulturelle begivenheder såsom folkekøkkener, kulturforeninger og -festivaler, gadekunst og ikke mindst Nørrebros farverige gadeliv. Således har mange kunstnere ladet sig inspirere af eller startet deres karriere indenfor alternative miljøer som eksempelvis Ungdomshuset. Herunder kan nævnes Huskmitnavn, Natasja og Sort Sol.

### Nørrebro i 2000-tallet
Fra 2000 har Nørrebro undergået en ny bølge af byfornyelse og renovering, dog af en noget mere skånsom karakter end saneringen i 1970'erne. I 2004 påbegyndte Realdania og Københavns Kommune således et større byfornyelsesprojekt i Mimersgadekvarteret, blandt andet med det formål at skabe flere grønne områder. Det har foreløbigt resulteret i lommeparken i Odinsgade og renoveringen af BaNanna Park i Nannasgade. Af andre større projekter kan nævnes etableringen af Korsgadehallen i 2005-06, forskønnelsen af Stefansgade, renoveringen af Nørrebroparken i 2006-2007, forsøgene med at mindske biltrafikken på Nørrebrogade i 2008, renovering af Nørrebrohallen i 2011, anlæggelse af den farverige Superkilen, der ligger mellem Nørrebrogade og Tagensvej langs Mjølnerparken over Mimers Plads og pladserne omkring Nørrebrohallen, og endelig åbningen af Mimersparken, der ligger på gamle DSB-areal mellem Bispebjerg Station og Mjølnerparken.
I takt med byfornyelsen har bydelen igennem de sidste ti år igen skiftet udseende. Dele af Nørrebro har udviklet sig til latinerkvarterslignende områder, der med et rigt og varieret kulturliv med mange caféer, sushibarer og restauranter giver bydelen et internationalt tilsnit à la New York eller London. Avisen New York Times har udnævnt Indre Nørrebro til Københavns smarteste kvarter – særligt på grund af området omkring Skt. Hans Torv og Elmegade med Laundromat Cafe, Oak Room og Pussy Galore som eksempler.
Bydelen præges dog fortsat til tider af uroligheder. Det kom således til udtryk i forbindelse med salget og rydningen af Ungdomshuset på Jagtvej: I 2000 solgte Københavns Kommune Ungdomshuset til aktieselskabet Human A/S, der året efter overdrog huset til frikirken Faderhuset. I 2006 afgjorde Fogedretten, at Ungdomshuset skulle ryddes, og den 12. december 2006 afslog Faderhuset et købstilbud fra Fonden Jagtvej 69. Det førte til en voldsom uanmeldt demonstration til fordel for bevarelse af Ungdomshuset den 16. december 2006, hvor aktivister tændte bål i gaderne, opstillede barrikader og kastede med sten mod politiet, som svarede igen med tåregas og anholdelse af i alt 273 demonstranter - heraf 84 udenlandske aktivister, især fra Norge, Sverige og Tyskland. En række butikker fik ødelagt deres facader.
Den 1. marts 2007 blev Ungdomshuset ryddet af politiet, hvilket blev fulgt af nye demonstrationer og kampe mellem unge og politiet. Politiet anholdt 47 demonstranter ved en knibtangsmanøvre mod en demonstration på Nørrebrogade, da der blev kastet med sten og flasker mod politiet. Anholdelserne fik et længere efterspil, da det viste sig, at de anholdte ikke havde taget del i stenkastningen. Den 6. marts blev huset jævnet med jorden. Siden er et nyt ungdomshus dog oprettet, nemlig Ungdomshuset på Dortheavej 61 – i Nordvestkvarteret.
Efterfølgende har bydelen også set uroligheder og sammenstød mellem politiet og utilpassede unge med anden etnisk baggrund. Eksempelvis kan nævnes en episode i februar 2008, hvor en række unge satte ild til containere og biler og kastede med sten efter politi og brandvæsen i området omkring Blågårds Plads. Der var forlydender om, at urolighederne var en reaktion på, at politiet havde overfaldet en ældre palæstinensisk mand, men motivet bag urolighederne kan også have været politiets massive tilstedeværelse i området omkring Folkets Park. Urolighederne fortsatte i en uges tid og spredte sig til flere andre steder i landet. Optøjerne endte ret usædvanligt med, at en gruppe unge i Blågårdskvarteret skrev et åbent brev til offentligheden og forklarede deres syn på baggrunden for urolighederne, hvorefter politiet og politikerne gik i dialog med nogle af de unge.
I de senere år har Nørrebro flere gange været i centrum for bandekrige mellem kriminelle grupper. Det gjaldt for bandekrigen mellem Hells Angels og indvandrergruppen Blågårds Plads-banden, der foregik i 2008-12 kostede adskillige mennesker livet. I sommeren 2017 udbrød der på ny en bandekrig på Nørrebro, denne gang mellem medlemmer af Loyal to Familia, der bl.a. består af tidligere Blågårds Plads-bandemedlemmer, og personer med baggrund i banden Brothas, hvis hjemsted er Mjølnerparken.

## Demografi

### Befolkningsudvikling
Antallet af faste beboere på Nørrebro var meget begrænset, før man i 1852 valgte at flytte demarkationslinjen på grund af overbefolkningen inden for Københavns Volde. Herfra steg befolkningstallet kraftigt indtil midten af 1900-tallet. I 1970'erne førte de massive saneringer i området til fald i indbyggertallet, samtidig med at store dele af befolkningen søgte mod forstæderne for at få mere lys og luft samt flere kvadratmeter beboelse.
| År   | Indbyggere | Reference |
| ---- | ---------- | --------- |
| 1800 | 700        | [ 5 ]     |
| 1850 | 3.000      | [ 5 ]     |
| 1857 | 10.000     | [ 6 ]     |
| 1880 | 52.000     | [ 6 ]     |
| 1901 | 105.000    | [ 6 ]     |
| 1950 | 132.500    | [ 16 ]    |
| 2010 | 70.175     | [ 17 ]    |
| 2017 | 79.951     | [ 2 ]     |
| 2020 | 76.899     | [ 17 ]    |

Nørrebro har, i perioden 2004-2019, oplevet den mindste relative befolkningstilvækst i hele Københavns Kommune, nemlig 10%, svarende til 7.133 personer. Dette kan sammenlignes med omkringliggende Vanløse (14%; 5.020 personer), Østerbro (18%; 11.823 personer).

### Alder, uddannelsesniveau og indkomst
Nørrebro er kendt som en ung bydel, der rummer mange studerende og nyuddannede. I 2008 var kun 21 procent af indbyggerne således over 55 år. Til sammenligning er der i gennemsnit 29 procent borgere over 55 år i Københavns Kommune generelt ud af en befolkning på 667.099 indbyggere  (2025). Gennemsnitsalderen for Nørrebro er pr. 1. januar 2019 således 33,6, sammenlignet med landsgennemsnittets 41,7. I perioden 2005-2019 er alderen i Nørrebro steget med 0,1 år, sammenlignet med 2 år for hele landet, og et fald på -1,1 år (fra 37,1 til 36,0) for Københavns Kommune.
Andelen af borgere med en kort uddannelse udgør 25 procent på Nørrebro, hvilket er på samme niveau som gennemsnittet for Region Hovedstaden og København i øvrigt. Andelen af borgere med en lang uddannelse udgør 29 procent, hvilket svarer til gennemsnittet i resten af byen. I hele Region Hovedstaden er gennemsnittet 26 procent.
På Nørrebro er den gennemsnitlige bruttoindkomst 171.000 kr. Den gennemsnitlige bruttoindkomst for Region Hovedstaden er 247.000 kr. Nørrebro ligger således lavest for alle bydele og kommuner i Region Hovedstaden. I Københavns Kommune er den gennemsnitlige årlige bruttoindkomst 204.000 kr.. Den gennemsnitlige kvadratmeterpris for ejerlejligheder i 2200 København N er pr. 1. januar 2018 på 42.595 kroner, som sammenlignet med 2008 er en stigning på 48%. 

### Socialt udsatte
Flere dele af Nørrebro er præget af sociale problemer og lav beskæftigelse. Området Mjølnerparken er således på regeringens liste over ghettoer. For at blive karakteriseret som en ghetto skal boligområdet leve op til tre ud af fem kriterier, der omfatter lav indkomst, lav beskæftigelse, lavt uddannelsesniveau, høj kriminalitet og en høj andel af indvandrere og efterkommere fra ikkevestlige lande.
På Nørrebro falder 24 procent af borgerne inden for kategorien "Arbejdsløse i minimum 6 måneder eller andre udenfor arbejdsstyrken", hvilket dækker modtagere af kontanthjælp, førtidspension, sygedagpenge, uddannelsesgodtgørelse eller orlov. Andelen er blandt de højeste i Københavns Kommune, hvor gennemsnittet ligger på 19 procent.

### Etnicitet
Andelen af indvandrere og efterkommere udgjorde 1. januar 2013 26,7 procent af befolkningen på Nørrebro. Bydelen er dermed blandt de bydele med størst andel af indvandrere og efterkommere i Danmark. De hyppigste oprindelseslande er Tyrkiet, Pakistan, Eks-Jugoslavien, Irak og Libanon. Koncentrationen af folk med anden etnisk baggrund er især høj i bydelens almene boliger, hvoraf mange stilles til rådighed af kommunen til løsning af boligsociale problemer. I Mjølnerparken udgjorde indvandrere og efterkommere fra ikke-vestlige lande eksempelvis 82,6 procent af områdets beboere i december 2016.

## Infrastruktur og transport

### Nørrebrogade
Nørrebrogade er en central trafikåre, der forbinder Indre By med Københavns nordvestlige kvarterer. Begge ender af gaden er markeret med en slags port ind til bydelen. Den nordlige grænse markeres af den karakteristiske højbane ved Nørrebro Station, mens den sydlige grænse markeres af Dronning Louises Bro, der danner et skarpt skel mellem Nørrebros bebyggelse og Søernes åbne rum.
En måling foretaget omkring årsskiftet 2005/2006 viste, at broen dagligt blev anvendt af ca. 16.000 biler, 26.500 buspassagerer og ikke mindst 30.000 cyklister. Dermed er Nørrebrogade en af de mest cykelbefærdede veje i København. For at gøre livet lettere for de cyklende besluttede Københavns Kommune i efteråret 2006 at etablere en grøn bølge for cyklister på denne strækning.
Nørrebrogade betjenes af buslinje 5A (Husum Torv – Sundbyvester Plads) og 350S (Ballerup st. – Dragør). 5A stopper ved alle stoppesteder og er den mest benyttede buslinje i København med et passagertal på knap 60.000 daglige passagerer. 350S stopper kun ved Nørrebro Station, Nørrebros Runddel, Stengade/Elmegade og Nørreport Station. Knudepunkterne ved Nørrebros Runddel og Elmegade/Stengade var omkring årsskiftet 2005/2006 blandt de ti mest benyttede stoppestedsgrupper i Københavns Kommune med godt 5.000 påstigninger dagligt.
For at begrænse biltrafikken og fremme brugen af cykel og offentlig transport besluttede Københavns Kommune i 2008 at lukke Nørrebrogade for gennemkørsel ved Fælledvej, Nørrebros Runddel og Nørrebrohallen. I 2009 besluttede et flertal i Teknik- og Miljøudvalget at gøre trafikforsøget på Nørrebrogade permanent, dog med ophævelse af busslusen ved Nørrebrohallen.
En efterfølgende undersøgelse af trafikforsøgets virkninger viste, at målene om at begrænse biltrafikken var lykkedes. Biltrafikken på Nørrebrogade var generelt faldet med 40 procent i myldretiderne. Faldet varierer fra 30 procent ved Nørrebro Station til 80 procent på strækningen mellem Fælledvej og Elmegade. Til gengæld er trafikken steget op til 10 procent på Tagensvej og Åboulevarden. Trods disse resultater har lukningen af Nørrebrogade været meget omstridt. Eksempelvis mener halvdelen af Nørrebrogades erhvervsdrivende, at deres omsætning er gået ned på grund af trafikforsøget.

### Nørrebro Station
Nørrebro Station er en højbanestation for S-tog. Stationen åbnede den 15. maj 1930 i forbindelse med anlægget af den nye Godsbanering – i dag Ringbanen. Stationsbygningen er opført i funktionalistisk stil af overarkitekt ved De Danske Statsbaner, K.T. Seest, på det sted, hvor Lygtekroen tidligere fungerede som populært udskænkningssted. Bygningen, der er let genkendelig med sit store buede tag over perronhallen, er fredet og blev ved en større restaurering ført tilbage til sit oprindelige grønne udseende. Ved siden af under Folmer Bendtsens Plads ligger der en metrostation, der åbnede som en del af Cityringen 29. september 2019.
Følgende buslinjer betjener stationen: 12 4A 5C 250S 350S
Lygten Station, der ligger overfor Nørrebro Station på Bispebjerg-siden af jernbanen, var endestation for København-Slangerup Banen fra 1906 til 1976. Stationsbygningen er tegnet af Statsbanernes overarkitekt Heinrich Wenck, som var forgængeren til K.T. Seest. Stationen blev fredet i 1992 og er i dag kulturcenter, hvor der arrangeres filmfremvisninger, koncerter og andre kulturelle arrangementer. Bag Lygten Station – ligeledes i Nordvestkvarteret – ligger indkøbscenteret Nørrebro Bycenter.

### Den grønne cykelrute
Den grønne cykelrute, der går fra Nørrebro over Frederiksberg til Valby, er vokset frem som et grønt bælte på det område hvor den gamle Nørrebro Station og den tilhørende jernbane tidligere var placeret. Da jernbanen blev nedlagt i 1930'erne og erstattet af S-togene, frigjorde det et stort areal mellem beboelsesejendommene og industribygningerne. En del af dette område er siden blevet til Nørrebroparken, der gennemgik en større renovering i 2007.

### Metro
Ved metroens cityring åbning i efteråret 2019, fik bydelen fire stationer: Skjolds Plads på Haraldsgade, Nuuks Plads på Jagtvej, Nørrebros Runddel Station og Nørrebro Station, der alle bliver benyttet af ringlinjen M3.
Beslutningen om at udgrave stationen på Nørrebros Runddel skabte en del debat, fordi udgravningen indebar, at et hjørne af Assistens Kirkegård (afsnit G) blev ryddet for træer og gravsteder.

## Skole og uddannelse

### Folkeskoler
På Indre Nørrebro er der 3 folkeskoler: Guldberg Skole, Blågård skole og Nørrebro Park Skole. På Ydre Nørrebro er der en folkeskole Rådmandsgades Skole, som har udskolingen placeret i selvstændige bygninger i Heimdalsgade. Der er desuden mange privatskoler i området, herunder Nørrebro Lilleskole i Prinsesse Charlottes Gade. På Indre Nørrebro går hele 41 procent af skolebørnene i privatskole. Det kan skyldes en selvforstærkende social polarisering, hvor ressourcestærke forældre trækker deres børn ud af folkeskoler med mange ressourcesvage elever og placerer dem i privatskoler sammen med andre velfungerende middelklassebørn.

### Gymnasier
Metropolitanskolen var et gymnasium beliggende i Struenseegade. Skolens historie går helt tilbage til 1200-tallet, hvor skolen kaldtes Vor Frue Skole og lå ved Frue Plads i Indre By. Skolen skiftede navn til Metropolitanskolen i 1817 og i 1938 flyttede den til Nørrebro. Metropolitanskolen er især kendt fra Hans Scherfigs roman Det forsømte forår. Scherfig blev student fra skolen i 1924 og udødeliggjorde den gennem sine satiriske gengivelser af de magtbegærlige lærere, der underviste under mantraet "Øretæver er godt for den åndelige udvikling". I 2010 blev skolen lagt sammen med Østre Borgerdyd Gymnasium under navnet Gefion Gymnasium.
Det Frie Gymnasium blev grundlagt i 1970 som et gymnasium, der skulle tilbyde nye måder at tænke demokrati, faglighed og pædagogik, som alternativ til den traditionelle sorte gymnasieskole. Efter en årrække i Bagsværd, Birkerød, Vesterbro og Frederiksberg flyttede gymnasiet i 1992 til Møllegade på Nørrebro. Med gymnasiereformen i 2005 fjernedes de dispensationer fra det almene gymnasium som Det Frie Gymnasium havde bygget på. Således blev karaktergivning og idræt indført, mens gruppeeksamener og en række kreative fag forsvandt. I 2012 flyttede Det Frie Gymnasiums HF-enkeltfags afdeling ind i den gamle Metropolitanskoles bygning i Struenseegade.
Desuden ligger landets ældste 2-årige STX-uddannelse, tidligere kaldet studenterkursus, nemlig Nørrebro Gymnasium, i Titangade på Ydre Nørrebro. Indtil 2020 bar skolen navnet Akademisk Studenterkursus, i daglig tale ASK. ASK blev oprettet i 1924 og har ligget i Titangade siden 1960'erne. Blandt Nørrebro Gymnasiums specialer er, at det siden 2012 som den første gymnasiale uddannelse i Danmark har tilbudt undervisning i arabisk som 2. fremmedsprog.

### Nørre Campus
Nørre Campus er betegnelsen for området mellem Nørre Allé og Jagtvej. Campusområdet rummer tre fakulteter på Københavns Universitet: Det Naturvidenskabelige Fakultet, Det Sundhedsvidenskabelige Fakultet og Det Farmaceutiske Fakultet. Nybyggeriet Niels Bohr Bygningen, der forventes at stå klar i 2019, vil fremover rumme de fysiske, kemiske, datalogiske, naturfagsdidaktiske og matematiske uddannelser.
Panum Instituttet huser Det Sundhedsvidenskabelige Fakultet samt Skolen for Klinikassistenter og Tandplejere. Bygningerne er opført 1971-1986 i en brutalistisk stil, tegnet af arkitekterne Eva og Nils Koppel, Gert Edstrand, Poul Erik Thyrring (KKET). I 2012 påbegyndtes en udvidelse af Panuminstituttet i form af en 75 meter høj bygning, der forventes at stå færdig i 2015.
Det Natur- og Sundhedsvidenskabelige Fakultetsbibliotek (Københavns Universitetsbibliotek Nord) på hjørnet af Tagensvej og Nørre Allé blev opført af Kongelig bygningsinspektør Kristoffer Varming i 1935-37 i neoklassicistisk stil.
Området mellem Københavns Militærhospital og Rigshospitalets Kollegium rummer desuden Københavns Biocenter og Copenhagen Bio Science Park (COBIS).

### Professionshøjskolen Metropol
Professionshøjskolen Metropol tilbyder en række professionsuddannelser inden for felterne teknologi, næring, sundhed, pleje, ledelse, læring og socialt arbejde. I 2009 flyttede syv af skolens uddannelser sammen i et nyt slangeformet byggeri i Haraldsgadekvarteret under navnet Campus Rådmandsmarken. Her kan de studerende uddanne sig til bioanalytiker, ergoterapeut, fysioterapeut, jordemoder, laborant, procesteknolog eller radiograf.
Sygeplejerskeuddannelsen, der med 2.500 studerende er Danmarks største, hører hjemme i det gamle Københavns Militærhospital på Tagensvej.

## Kultur

### Caféer, værtshuse og bryggerier
Omkring Sankt Hans Torv og populære sidegader som Blågårdsgade, Elmegade og Jægersborggade findes et moderne, pulserende gadeliv med en række caféer, restauranter og barer. Eksempelvis Michelin-restauranten Kiin Kiin, den økologiske suppe- og cocktailbar Soupanatural (indtil 2015), kaffebarerne Kaffeplantagen og The Coffee Collective, samt barer som Understellet, Osborne og Gefährlich.
Som de øvrige tidligere arbejderkvarterer i København har Nørrebro sin andel af traditionelle værtshuse. Ikke mindst i Mimersgadekvarteret, hvor eksempelvis Ægirsgade byder på hele fire klassiske beværtninger: Det Gamle Sted, Café Viking, Café Ægir og Karusellen.
Frem til 1939 lå bryggeriet Hafnia i Stefansgade. I dag brygges der en række specialøl på mikrobryggeriet Nørrebro Bryghus i Ryesgade. Bryghuset, der åbnede i 2003, har også tilhørende restaurant og bar. Bryggeriet Mikkeller åbnede en stor ølbar i Stefansgade i 2013, og i maj 2016 åbner restauranten Spontan og Tapperiet Brus i Guldbergsgade.

### Teatre
Nørrebro Teater åbnede 7. juni 1886 som serveringsteater i varietélokalet i Store Ravnsborg. I dag er det et moderne teater, der især fremfører stand-up-teater og nye musikforestillinger.
Teater Grob på Nørrebrogade er et mindre teater, der udelukkende spiller ny dansk dramatik. Teatret har fokus på samtidsrelevans, ærlighed, ægthed og nærvær.

### Biografer
I 2001 åbnede biografen Empire Bio på Guldbergsgade. Bygningen rummede oprindeligt et jernstøberi, der blandt andet producerede lokomotiver. I mellemtiden har bygningerne blandt andet været brugt til filmstudie.

### Spillesteder
Stengade 30 er et regionalt spillested beliggende i Stengade på Indre Nørrebro. Stengade 30 blev etableret i 1972 og har sit hovedfokus på upcoming bands og undergrundsmusik. Stedet afholder omkring 250 koncerter årligt med danske og udenlandske bands samt DJ's inden for genrerne rock, punk, indierock, hip hop, metal, electronica og dancehall.
Ungdomshuset på Jagtvej var frem til husets lukning i 2007 en central scene for den københavnske punk. Fra omkring 1999 opstod en bølge af danske punk bands i miljøet omkring Ungdomshuset med bands som blandt andet Hjertestop, No Hope for the Kids, Amdi Petersens Armé, Under Al Kritik, Gorilla Angreb.
Spillestedet og natklubben Rust på Guldbergsgade tilbyder både traditionelle livekoncerter og clubbing med elektronisk musik. Koncerterne er primært inden for indierock, hip hop og electronica. Rust blev grundlagt i 1989 som kampagnecafé og festlokale for Next Stop-bevægelsen, en af de protestbevægelser, der opstod i slutningen af den kolde krig. Caféen var opkaldt efter tyskeren Mathias Rust, der i 1987 landede på Den Røde Plads i Moskva i en sportsflyver.

### Sport
Siden 1977 har Nørrebrohallen i den tidligere sporvognsremise ved Nørrebrogade været benyttet som sportshal. Den drives af Københavns Kommune og rummer blandt andet faciliteter til klatring, basketball, fodbold, badminton og squash. Mellem hallen og Nørrebrogade ligger der en udendørs bane til skaterhockey og basketball. I Bragesgade – skråt over for Nørrebrohallen – ligger Copenhagen Budo Academy, hvor der dyrkes karate og anden kampsport.
Stevnsgade Basketball har været funderet på Nørrebro siden 1958. Stevnsgade var i 1980'erne og 1990'erne blandt de dominerende hold i dansk basket med tre danske mesterskaber i 1979, 1980 og 1985. Klubben indgik i 1999 et samarbejde med fodboldklubben BK Skjold, hvormed alliancen BK Skjold/Stevnsgade blev dannet. Klubbens herrehold spiller i den næstbedste række med hjemmebane i Nørrebrohallen.
Nørrebroparken rummer en række udendørs sportsanlæg, herunder en delvist overdækket skatebane, baner til 7-mands fodbold, streetbasket, volleyball, bordtennis og cykelpolo. I forbindelse med fornyelsen af Nørrebroparken, opstod fodboldklubben Nørrebro United med midler fra Beskæftigelses- og integrationsforvaltningen, Kultur- og fritidsforvaltningen, samt Nørrebro Park Kvarterløft. Nørrebro United, der er den eneste fodboldklub for børn og unge på Nørrebro, har til formål at skabe en lokal forening, der tiltrækker flerkulturelle og etnisk danske børn med henblik på sundhedsmæssige, sociale og alment dannende udvikling.
Korsgadehallen, der blev etableret i 2005-06, er et moderne idræts- og kulturhus indeholdende en håndboldbane, en café og andre faciliteter til sport, dans og kulturelle arrangementer.
I den nyrenoverede BaNanna Park i Nannasgade er der opført en stor klatreportal, hvor blandt andet Nørrebros Klatreklub holder til. I parken er der desuden fodboldmål, basketballkurve og bordtennisbord.

## Parker og pladser mv.

### Assistens Kirkegård
Assistens Kirkegård blev oprettet den 6. november 1760, da pladsen inden for de københavnske volde var brugt op. Den er særlig kendt, fordi en række berømte danskere ligger begravet her – bl.a. H.C. Andersen, Søren Kierkegaard, Niels Bohr, Jens Juel, H.C. Ørsted, Martin Andersen Nexø, Dan Túrell og Hans Scherfig. Som et af de største grønne områder på Nørrebro er kirkegården et
populært tilflugtssted, hvor de lokale beboere kan nyde roen og stilheden.

### Nørrebroparken
Nørrebroparken er beliggende mellem Jagtvej og Hillerødgade i forlængelsen af Superkilen og er vokset frem på det område, hvor den gamle Nørrebro Station tidligere lå. Da jernbanen blev nedlagt i 1930'erne og erstattet af S-togene, frigjorde det et stort areal mellem beboelsesejendommene og industribygningerne. Løbende voksede der et grønt bælte op, som efterhånden blev til Nørrebroparken. Den grønne cykelrute, der løber gennem parken, følger således linjeføringen for det gamle jernbanespor mellem Nørrebro og Frederiksberg.

### Sankt Hans Torv
Sankt Hans Torv er beliggende på Indre Nørrebro. Torvet er opkaldt efter Skt. Johannes Kirken, som ligger øst for torvet mellem gaderne Nørre Allé og Blegdamsvej. I gamle dage blev pladsen brugt til kvægtorv for de kreaturer, der græssede på Københavns Fælled. Siden slutningen af 1990'erne har torvet og det omkringliggende område med bl.a. Elmegade, Fælledvej, Guldbergsgade og Ravnsborggade udviklet sig til et rigt og varieret kulturliv med mange caféer, restauranter og specialforretninger.

### Superkilen
Superkilen er en offentlig park på Ydre Nørrebro, der åbnede den 22. juni 2012. Parken er designet af Superflex i samarbejde med Bjarke Ingels Group og det tyske landskabsarkitektfirma Topotek1. Parken hylder Nørrebros etniske mangfoldighed og er fyldt med ting fra forskellige dele af verden og repræsenterer dermed de flere end 50 nationaliteter, som bor på Nørrebro. Området omfatter i alt 30.000 m2 og strækker sig over 750 m i forlængelse af Nørrebroparken til Mjølnerparken og som en del af Den grønne cykelrute. Superkilen består af tre områder: Den røde plads, den sorte plads og et grønt område.

## Kendte personer fra Nørrebro
- Johanne Luise Heiberg (1812-1890), skuespillerinde og forfatterinde, af jødisk familie. Hun blev født i en sidebygning til Lille Ravnsborg.

- Henry Heerup (1907-1993), kunstmaler, billedhugger og grafiker. Herup voksede op ved Nørrebros Runddel.

- Alex Brask Thomsen (1919-2005), finansmand og milliardær. Han vakte stor opsigt, da han i 1992 tilbød Københavns Kommune 250 millioner kroner for at omdøbe Nørrebrogade, hvor han var født, til Alex Brask Thomsengade.[40]

- Otto Brandenburg (1934-2007), sanger, voksede op på P.D. Løvs Alle.

- Dorrit Willumsen (1940-), forfatter og modtager af Nordisk Råds litteraturpris for "Bang: En roman om Herman Bang".

- Lars Lilholt (1953-) sanger, violinist, guitarist, komponist og tekstforfatter. Født ved Nørrebros Runddel. Familien flyttede siden til Aalborg.

- Thomas Blachman (1963-), jazzmusiker, komponist og producer.

- Steen Bocian (1971-), cand.polit. og cheføkonom i Danske Bank. Født på Nørrebro. Opvokset på Christianshavn.

- Rasmus Nøhr (1972-), sanger, sangskriver og guitarist. Rasmus Nøhr blev født på Øresundshospitalet og voksede op i Læssøesgade på Nørrebro.

- Ali Kazim (1973-), skuespiller og rapper. Født i Afghanistan. Opvokset og bosiddende på Nørrebro.

- Lina Rafn (1976-), sangerinde, sangskriver og producer i den danske dance-duo Infernal og dommer i tv-programmet X Factor. Født på Nørrebro. Opvokset i Herlev.
- Ruben Søltoft (1987-), standupkomiker og tegnefilmsdubber.
- Lars Olsen (journalist)